# Valériya Koblova
Valériya Serguéyevna Koblova (en ruso: Валерия Сергеевна Коблова; nacida Valériya Serguéyevna Zhólobova, Yegórievsk, 9 de octubre de 1992) es una deportista rusa que compitió en lucha libre.
Participó en tres Juegos Olímpicos de Verano, obteniendo una medalla de plata en Río de Janeiro 2016, en la categoría de 58 kg; y el quinto lugar en Londres 2012 y en Tokio 2020.
Ganó dos medallas en el Campeonato Mundial de Lucha, plata en 2014 y bronce en 2013, y una medalla en el Campeonato Europeo de Lucha de 2014.

## Palmarés internacional
| Juegos Olímpicos   | Juegos Olímpicos        | Juegos Olímpicos  | Juegos Olímpicos |
| Año                | Lugar                   | Medalla           | Categoría        |
| ------------------ | ----------------------- | ----------------- | ---------------- |
| 2016               | Río de Janeiro (Brasil) | Medalla de plata  | 58 kg            |
| Campeonato Mundial |                         |                   |                  |
| Año                | Lugar                   | Medalla           | Categoría        |
| 2013               | Budapest (Hungría)      | Medalla de bronce | 55 kg            |
| 2014               | Taskent (Uzbekistán)    | Medalla de plata  | 58 kg            |
| Campeonato Europeo |                         |                   |                  |
| Año                | Lugar                   | Medalla           | Categoría        |
| 2014               | Vantaa (Finlandia)      | Medalla de oro    | 58 kg            |